# Classique hivernale de la LNH 2012
Match précédent Match suivant
L'édition 2012 est la cinquième édition de la Classique hivernale de la LNH, en anglais : 2012 NHL Winter Classic, une partie annuelle de hockey sur glace disputée à l'extérieur en Amérique du Nord. La partie oppose les Flyers de Philadelphie aux Rangers de New York et est jouée le 2 janvier 2012 au Citizens Bank Park de Philadelphie en Pennsylvanie. Elle est remportée 3 à 2 par les Rangers.

## Effectifs
| No   | Nat.                    | Joueur            | Position |
| ---- | ----------------------- | ----------------- | -------- |
| 4    | Drapeau du Canada       | Michael Del Zotto | D        |
| 5    | Drapeau du Canada       | Daniel Girardi    | D        |
| 8    | Drapeau du Canada       | Brandon Prust     | AG       |
| 10   | Drapeau de la Slovaquie | Marián Gáborík    | AD       |
| 17   | Drapeau des États-Unis  | Brandon Dubinsky  | AG       |
| 18   | Drapeau du Canada       | Marc Staal (A)    | D        |
| 19   | Drapeau du Canada       | Brad Richards (A) | AD       |
| 21   | Drapeau des États-Unis  | Derek Stepan      | AG       |
| 22   | Drapeau des États-Unis  | Brian Boyle       | C        |
| 24   | Drapeau des États-Unis  | Ryan Callahan (C) | AD       |
| 26   | Drapeau de l'Ukraine    | Rouslan Fedotenko | AG       |
| 27   | Drapeau des États-Unis  | Ryan McDonagh     | D        |
| 30   | Drapeau de la Suède     | Henrik Lundqvist  | G        |
| 32   | Drapeau de la Suède     | Anton Strålman    | D        |
| 34   | Drapeau du Canada       | John Mitchell     | AD       |
| 41   | Drapeau des États-Unis  | Stu Bickel        | D        |
| 42   | Drapeau de la Russie    | Artiom Anissimov  | C        |
| 43   | Drapeau du Canada       | Martin Biron      | G        |
| 62   | Drapeau de la Suède     | Carl Hagelin      | C        |
| 71   | Drapeau des États-Unis  | Michael Rupp      | C        |
| Ent. | Drapeau des États-Unis  | John Tortorella   | -        |

| No   | Nat.                    | Joueur               | Position |
| ---- | ----------------------- | -------------------- | -------- |
| 5    | Drapeau du Canada       | Braydon Coburn       | D        |
| 6    | Drapeau de la Suède     | Andreas Lilja        | D        |
| 10   | Drapeau du Canada       | Brayden Schenn       | C        |
| 14   | Drapeau du Canada       | Sean Couturier       | C        |
| 17   | Drapeau du Canada       | Wayne Simmonds       | AD       |
| 19   | Drapeau du Canada       | Scott Hartnell       | AG       |
| 21   | Drapeau des États-Unis  | James Van Riemsdyk   | AG       |
| 24   | Drapeau du Canada       | Matt Read            | AG       |
| 25   | Drapeau des États-Unis  | Matt Carle           | D        |
| 27   | Drapeau du Canada       | Maxime Talbot        | AD       |
| 28   | Drapeau du Canada       | Claude Giroux (A)    | C        |
| 29   | Drapeau du Canada       | Harrison Zolnierczyk | AD       |
| 30   | Drapeau de la Russie    | Ilia Bryzgalov       | G        |
| 35   | Drapeau de la Russie    | Sergueï Bobrovski    | G        |
| 41   | Drapeau de la Slovaquie | Andrej Meszároš      | D        |
| 43   | Drapeau du Canada       | Marc-André Bourdon   | D        |
| 44   | Drapeau de la Finlande  | Kimmo Timonen (A)    | D        |
| 48   | Drapeau du Canada       | Daniel Brière (A)    | C        |
| 68   | Drapeau de la Tchéquie  | Jaromír Jágr         | AD       |
| 93   | Drapeau de la Tchéquie  | Jakub Voráček        | AG       |
| Ent. | Drapeau des États-Unis  | Peter Laviolette     | -        |

## Feuille de match
| 2 janvier 2012 | Flyers de Philadelphie | 2-3 (0-0, 2-1, 0-2) | Rangers de New York | Citizens Bank Park 46 967 spectateurs |

| Feuille de match  | Feuille de match                                                     | Feuille de match    | Feuille de match | Feuille de match                                             |
| ----------------- | -------------------------------------------------------------------- | ------------------- | --- | ------------------------------------------------------------ |
|                   | Schenn (Carle) — 32 min 29 s Giroux (Talbot, Hartnell) — 34 min 21 s | 1-0 2-0 2-1 2-2 2-3 | Rupp (Prust, Mitchell) — 34 min 51 s Rupp (Prust, Mitchell) — 42 min 41 s Richards (Dubinski, Callahan) — 45 min 21 s | Arbitrage : Ian Walsh Dennis LaRue Jean Morin Pierre Racicot |
| Sergueï Bobrovski | Gardiens                                                             | Henrik Lundqvist    | | Arbitrage : Ian Walsh Dennis LaRue Jean Morin Pierre Racicot |
| 16 min            | Pénalités                                                            | 6 min               | | Arbitrage : Ian Walsh Dennis LaRue Jean Morin Pierre Racicot |
| 34                | Tirs                                                                 | 31                  | | Arbitrage : Ian Walsh Dennis LaRue Jean Morin Pierre Racicot |